# Alestorm
Alestorm er et multinationalt piratmetalband, der oprindeligt stammer fra Perth, Skotland. Deres musik er karakteriseret ved pirattema, og de er derfor blevet kaldt et "piratmetal"-band af mange musikkritikere og fans.
De skrev kontrakt med Napalm Records i 2007. Deres debutalbum, Captain Morgan's Revenge, blev udgivet 25. januar 2008. Bandets andet album, Black Sails at Midnight, udkom 27. maj 2009. Deres tredje album, Back Through Time, blev udgivet 3. juni 2011. Sunset on the Golden Age, det fjerde album, udkom i august 2014. Gruppens femte album udkom 26. maj 2017 under titlen No Grave But the Sea.
Deres sjette album, Curse of the Crystal Coconut, udkom 29. maj 2020. Bandet har også udgivet et livealbum og fem EP'er.
I januar 2022 annoncerede gruppen, at deres syvende album ville få titlen Seventh Rum of a Seventh Rum, og at det ville udkommer 24. juni 2022.

## Tidslinje
Timeline

## Diskografi
| År   | Detaljer | Hitlister | Hitlister | Hitlister | Hitlister | Hitlister    | Hitlister      |
| År   | Detaljer | UK        | GER       | AUT       | US Heat.  | US Hard Rock | US Independent |
| ---- | --- | --------- | --------- | --------- | --------- | ------------ | -------------- |
| 2008 | Captain Morgan's Revenge - Release: 25 January 2008 - Label: Napalm - Formats: CD, LP, download                      | -         | -         | -         | -         | -            | -              |
| 2009 | Black Sails at Midnight - Release: 27 May 2009 - Label: Napalm - Formats: CD, picture disc, download                 | -         | 60        | -         | 87        | -            | -              |
| 2011 | Back Through Time - Release: 3 June 2011 - Label: Napalm - Formats: CD, Mediabook, LP, Download                      | 200       | 42        | -         | 23        | -            | -              |
| 2014 | Sunset on the Golden Age - Release: 1 August 2014 - Label: Napalm - Formats: CD, LP, download                        | 68        | 26        | 39        | 7         | 20           | 32             |
| 2017 | No Grave But the Sea - Release: 26 May 2017 - Label: Napalm - Formats: CD, Mediabook, LP, download                   | 50        | 14        | 15        | 1         | 14           | 5              |
| 2020 | Curse of the Crystal Coconut - Release: 29 May 2020 - Label: Napalm - Formats: CD, Mediabook, LP, Cassette, download | 68        | 12        | 15        |           |              |                |
| 2022 | Seventh Rum of a Seventh Rum - Release: 24 June 2022 - Label: Napalm - Formats: CD, LP, download                     |           |           |           |           |              |                |